# Santa Lucia (Malta)
Santa Lucia (in maltese Santa Luċija, in inglese Saint Lucia) è un comune di circa 3 500 abitanti sorto durante il XX secolo sull'isola di Malta.
In virtù di un articolo apparso sulla Gazzetta Governativa il 7 luglio 1961 l'area compresa tra Tal-Barrani (Zeitun) e Luqa divenne il Consiglio Locale omonimo, inizialmente per una funzione di case residenziali a basso costo per la gente con poche disponibilità economiche. Successivamente, il villaggio è stato riammodernato con nuovi viali periferici con i nomi dei vari fiori e piante (esempio Vjal l-Oleandri, la strada principale del paese). A Santa Lucia inoltre è presente il "Giardino della Serenità" (in Maltese Il-Ġnien tas-Serenità), un giardino a tema cinese costruito dal governo maltese in collaborazione con quello cinese.
La chiesa parrocchiale è dedicata a San Pio X. Nella zona si trova inoltre un ipogeo scoperto nel 1973.

## Infrastrutture e trasporti
Santa Lucia è facilmente raggiungibile in auto da Luca, Paola, e Tarxen. Non è molto distante dall'Aeroporto. Santa Lucia è inoltre servita dagli Autobus del Malta Public Transport:
- 80 Valletta-Floriana-Blata l-Bajda-Marsa-Paola (Addolorata)-Santa Luċija-Tarxien-Bir id Deheb-Birżebbuġa
- 83 Valletta-Floriana-Blata l-Bajda-Marsa-Paola-Santa Luċija
- 226 Mater Dei Hospital-University of Malta-Marsa Park and Ride-Marsa-Paola (Addolorata)-Santa Luċija-Tarxien-Bir id Deheb-Għaxaq-Gudja
- X2 St Julian's-Sliema-Gżira-Msida (Tal-Qroqq)-University of Malta-Mater Dei Hospital-Marsa Park and Ride-Paola-Santa Luċija-Luqa-Malta International Airport
- X3 Buġibba-Qawra-Burmarrad-Mosta-Mtarfa-Rabat-Ta Qali-Attard-Balzan-Birkirkara-Santa Venera-Marsa Park and Ride-Paola-Santa Luċija-Luqa-Malta International Airport